# Sonia Bonspille Boileau
Sonia Bonspille Boileau ou parfois Sonia Boileau est une cinéaste et scénariste mohawk née le 21 août 1979 à Kanesatake, au Québec (Canada). Son œuvre s'intéresse à la dualité autochtone-allochtone, ainsi qu'aux conditions des femmes autochtones du Canada, tantôt à travers des scénarios de fiction inspirés d'histoires réelles, tantôt dans des documentaires.

## Biographie
Sonia Bonspille Boileau naît le 21 août 1979 à Kanesatake,, d'un père québécois et d'une mère mohawk. Elle grandit entre la communauté québécoise d'Oka et celle mohawk de Kanesatake. Elle obtient un diplôme d'études collégiales en arts dramatiques du Collège Lionel-Groulx, puis fréquente l'Université de Montréal et obtient une mineure en études cinématographiques. Elle poursuit ses études en cinéma à la New York Film Academy de La Femis à Paris en France. Elle retourne ensuite au Canada afin d'étudier la scénographie à l'École supérieure de théâtre de l'Université de Québec à Montréal. Elle décroche un baccalauréat en production cinématographique à l'École de cinéma Mel-Hoppenheim de l'Université Concordia.
Elle s'établit à Gatineau en 2007 pour travailler avec Nish Média, fondée par Jason Brennan en 2006, une société de production autochtone.

## Œuvre
En 2010, avec Nish Media et pour le compte de Canal D et d'APTN, Sonia Bonspille Boileau réalise le documentaire Last Call Indien, qui traite de ses liens personnels avec sa communauté d'origine, l'intervention du gouvernement dans la vie autochtone et les liens de sa famille avec le pensionnat indien de Shingwauk.
Bonspille Boileau tourne son premier long-métrage de fiction, Le Dep, avec un budget inférieur à 250 000 $ grâce à une subvention de Téléfilm Canada. Le film est présenté en première devant une salle comble au Festival international du film de Karlovy Vary en 2015. Dans Le Dep, Bonspille Boileau aborde les problèmes de violence familiale et les conditions de vie des autochtones. Le scénario est campé dans un village innu fictif de la Côte-Nord, et est nourri d'histoires réelles.
Son deuxième long métrage, Vivaces (Rustic Oracle en version originale anglaise) traite de la disparition d'une adolescente autochtone. À l'instar de son premier long-métrage de fiction, Bonspille Boileau campe un scénario fictif dans un univers réel, puisant dans des histoires vécues,. Le film est présenté en première au Festival international du film de Vancouver en 2019.
Avec Pour toi Flora, une mini-série dramatique de 6 épisodes, Bonspille Boileau aborde le sujet des pensionnats autochtones au Québec. Cette série de fiction dramatique, écrite et produite par des autochtones, sera diffusée en 2022 à Ici Télé de la SRC et à APTN,. La mini-série est vendue en 2023 à TV5 Monde, faisant rayonner la culture autochtone à travers le monde,.

## Distinctions
Le documentaire Last Call Indien de Boileau est nommé pour prix de la meilleure photographie aux Gemini Awards 2011. Le film reçoit le prix de la diversité lors du Gala des prix Gémeaux la même année.
Bonspille Boileau reçoit en 2015 une mention honorable lors du Festival international du film de Vancouver pour son long métrage Le Dep qui « raconte l'histoire de toute une communauté dans un petit espace clos ». Le film est également primé lors de l'American Indian Film Festival (en) en 2015 (meilleure actrice) et du Santa Fe Independent Film Festival (en) en 2016 (meilleure fiction).
En 2017, Bonspille Boileau remporte le prix national du long métrage du programme Women In the Director's Chair.
Généralement bien accueilli, le film Vivaces (Rustic Oracle remporte 26 prix dans 14 festivals de cinéma nationaux et internationaux.
Le documentaire Last Call Indian (2010) de Boileau a été mis en nomination pour le meilleur long métrage documentaire aux Prix Gémeaux 2011, a été mis en nomination pour le meilleur documentaire de point de vue au Yorkton Film Festival 2011, a été mis en nomination pour la meilleure musique dans un documentaire et a remporté le Prix de la diversité au Gala des Prix Gémeaux en 2011.
Mouki, la série francophone pour enfants de Boileau, a été nommée pour la meilleure émission francophone pour enfants aux Rockie Awards, dans le cadre du Banff World Media Festival 2011.
En 2022 et 2023 Pour toi Flora s'illustre à l'international, remportant plusieurs prix sur son passage,. À l'échelle nationale, la mini-série remporte le Grand Prix de l'Académie canadienne du cinéma et de la télévision dans le cadre de la remise des Prix Gémeaux au Québec.

### Prix
- 2011 : Gémeaux - Prix de la Diversité - Last call Indian[18]
- 2022 : MIPCOM de Cannes - Prix Diversify TV - Representation of race and ethnicity - Pour toi Flora[25]
- 2022 : C21 Content London - Drama Awards - Meilleure mini-série dramatique - Pour toi Flora[26]
- 2023 : Telly Awards de New York - Best Cultural Séries - Pour toi Flora[26]
- 2023 : Telly Awards de New York - Best Dramatic Television Series - Pour toi Flora[26]
- 2023 : Gémeaux - Grand Prix de l'Académie - Pour toi Flora[27]

### Nominations
- 2023 : Gémeaux - Production s'étant le plus illustrée à l'étranger - Pour toi Flora[26]

## Filmographie

### En tant que réalisatrice
- 2010 : Last Call Indian[28],[29]
- 2010-2012 : Mouki
- 2015 : Le Dep
- 2015 : The Oka Legacy[30]
- 2016 : Ra'satste
- 2017 : Wapikoni
- 2018 : Skindigenous[31]
- 2019 : Vivaces (Rustic Oracle)
- 2022 : Pour toi Flora[32]

### En tant qu'actrice
- 2016 : Ra'satste
- 2019 : Hit the Ice
- 2020 : Les métis, notre culture, nos histoires